# Nikolaï Rynine
Nikolaï Alekseïevitch Rynine (en russe : Николай Алексеевич Рынин), né le 11 décembre 1887 (23 décembre dans le calendrier grégorien) et mort le 28 juillet 1942, est un ingénieur, enseignant, chercheur dans le domaine de l'aérospatiale, auteur, historien et promoteur des voyages dans l'espace.

## Biographie
Nikolaï Rynine commence sa carrière dans le génie civil en travaillant dans l'industrie du chemin de fer. Dès 1906, il développe un intérêt pour l'aviation et les vols spatiaux habités. Au cours de sa carrière, il effectue des recherches dans l'aéronautique. Il effectue des vols à bord de montgolfières (aéronaute) et apprend à piloter un avion. Il donne des cours d'aérospatiale en tant que professeur à Léningrad. Il écrit plusieurs livres et articles sur les avions et les voyages dans l'espace.
En avril 1918,  Nikolaï Rynine publie dans un numéro de la revue Byloye «Былое» (Le passé), un compte-rendu des manuscrits scientifiques de Nikolaï Kibaltchitch, qui fut condamné à mort après l'attentat qui tua le tsar Alexandre II de Russie. Il s'agit d'une étude théorique portant sur le vol spatial habité. Entre 1928 et 1932, il publie neuf volumes d'une encyclopédie rassemblant l'ensemble des travaux effectués jusque-là dans le domaine du vol spatial intitulé  « Soobschniya Mezhplanetnye » (Communications et vols interplanétaires). Il consacre un des neuf volumes aux travaux de recherches du scientifique autodidacte Constantin Tsiolkovski. Il correspond  avec le physicien américain Robert Goddard. Nikolaï Rynine meurt en 1942 au cours du siège de Léningrad par l'armée allemande qui décima la population civile.
Le cratère Rynine sur la Lune porte son nom.

## Encyclopédie de Rynine
L'encyclopédie de Rynine comprend neuf volumes :
- Volume 1 - 1 : Rêves, légendes et premières fictions
- Volume 1 - 2 : Les vaisseaux spatiaux en science-fiction
- Volume 1 - 3 : Énergie rayonnante : science-fiction et projets scientifiques
- Volume 2 - 4 : Fusées
- Volume 2 - 5 : Théorie de la propulsion par fusée
- Volume 2 - 6 : Superaviation et superartillerie
- Volume 3 - 7 : Constantin Tsiolkovski :  vie, œuvres et fusées
- Volume 3 - 8 : Théorie du vol spatial
- Volume 3 - 9 : Navigation astronomique : théorie, annales, bibliographie, index.